# ニューロング精密工業
ニューロング精密工業株式会社（ニューロングせいみつこうぎょう、英: NEWLONG SEIMITSU KOGYO Co.,LTD.）は、スクリーン印刷機と関連装置の製造販売を行っている設備装置メーカーである。
1948年10月創業の井上機械製作所（大田区蒲田）を母体とし、1950年11月にニューロング精密工業株式会社として設立された。
1962年11月に国産第一号スクリーン印刷機（半自動印刷機）の開発・販売を開始して以来、スクリーン印刷機の老舗メーカーとして、液晶ディスプレイ・プラズマディスプレイ等のFPDや各種半導体をはじめ、太陽電池・燃料電池等の次世代デバイス製造に不可欠な装置であるスクリーン印刷機及び関連装置を、数多く製造販売している。
現在はスクリーン印刷技術を中心に、治具・搬送システム・検査装置・乾燥装置及び総合システムに関する開発・設計・試験も行なっている。
本社は東京都品川区、製造工場は新潟県南魚沼市。

## 事業所
- 本社

〒141-0022 東京都品川区東五反田3丁目21番5号
- 六日町工場

〒949-7134 新潟県南魚沼市田崎510番11号

## 沿革
- 1948年10月 井上貴靖初代社長が大田区蒲田に井上機械製作所を創業
- 1950年11月 ニューロング精密工業株式会社として法人改組
- 1980年12月 製造工場として新潟県南魚沼市津久野工業団地に六日町工場建設
- 1990年10月 製造工場として新潟県南魚沼市田崎工業団地に第二工場建設
- 1992年12月 立花至が2代目社長に就任
- 2004年 5月 大型ディスプレイ製造装置に対応するため六日町第二工場にD棟を増設
- 2004年 7月 高瀬功が3代目社長に就任
- 2006年11月 板垣昌幸が4代目社長に就任
- 2015年 3月 六日町第一工場と六日町第二工場を統合し、田崎工業団地側を六日町工場とする
- 2015年12月 管理棟として六日町工場にE棟を増設
- 2023年 9月 購買調達仕入棟として六日町工場にF棟を増設